# Achmat Arena
Achmat Arena (ryska: Ахмат-Арена) är en multiarena i Groznyj, Tjetjenien, Ryssland, som invigdes den 11 maj 2011. Arenan används i huvudsak för fotbollsmatcher. Vid fotbollsmatcher har den en kapacitet på omkring 30 000 åskådare. FK Terek Groznyj spelar sina hemmamatcher här.
Arenan är döpt efter den tidigare muftin i Tjetjenien, Achmat Kadyrov, som mördades i ett bombattentat 2004 på Bilimchanovastadion.

### Fotnoter
1. ↑  ”РФК «Терек» Грозный им. А. А. Кадырова” (på ryska). Fc-terek.ru. Arkiverad från originalet den 6 mars 2016. https://web.archive.org/web/20160306021612/http://fc-terek.ru/index.php?id=1835&itemid=50&option=com_content&task=view. Läst 12 maj 2014.